# ノーンチョーク区
ノーンチョーク区（ノーンチョークく、タイ語: เขตหนองจอก）は、タイ王国バンコク都の行政区の一つ。
この行政区は、時計回りに、パトゥムターニー県のラムルークカー郡、チャチューンサオ県のバーンナムプリアオ郡とムアンチャチューンサオ郡、ラートクラバン区、ミンブリー区、クローンサームワー区の6つの行政区に接している。2004年現在、バンコクで最も面積が広く、最も人口が少ない行政区である。

## 歴史
19世紀末から20世紀初頭にかけて、タイ南部から多くのイスラム教徒が移住してきた。
1932年にチャチューンサオ県からバンコクに編入された。
現在でも、住民の約75%がイスラム教徒である。